# Kotányi Attila

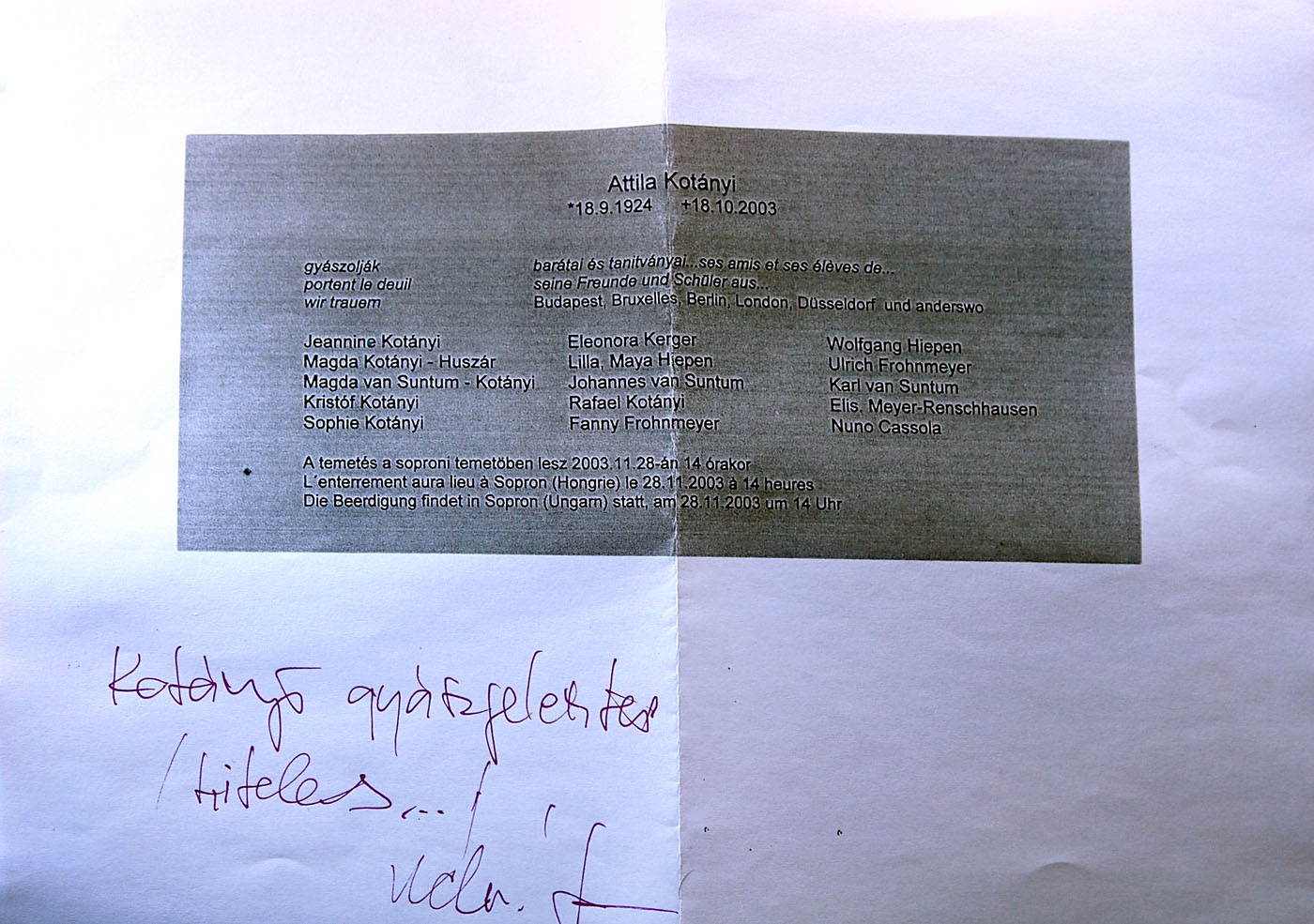
Kotányi Attila gyászjelentésének fénymásolata. Alatta felirat: "Hiteles másolat" és Tillmann József Attila aláírása.

Kotányi Attila (Sopron, 1924. – Düsseldorf, 2003. október 18.) költő, filozófus, író és építész. Neve két olyan mozgalomhoz is kapcsolódik, amelyeket a legizgalmasabb, igen nagy hatású kísérleti irányok között tartanak számon a 20. század második felének történetével foglalkozó művészettörténészek: ezek a Szituacionista Internacionálé (Situationist International) és az Egyetemes Várostervezés (Unitary Urbanism).

## Egyetemi éveitől 1956-ig
Kotányi Attila a Műegyetemen építészetet tanult, majd miután 19 évesen fölfedezte Hamvas Béla írásait, megkereste őt, aki aztán tanítványává fogadta. Hamvas révén ismerte meg Weöres Sándort, aki 1943-ban írt Bolond Istókjának alakját az akkori Kotányi Attiláról mintázta. Szabó Lajossal és Tábor Bélával is Hamvas ismertette meg 1945-ben. Tábor Béla meghívta a Haris közben induló filozófiai beszélgetésekre. Szabó Lajost választotta mesteréül, aki 1946-48 között néhány fiatalnak, köztük neki és barátjának, Kunszt Györgynek filozófiai szemináriumot tartott.

## 1956 után
1956-ban az emigrációt választotta. Már a kezdeti izoláció közepette, a brüsszeli években kapcsolatot talált a kortárs alkotók élvonalával, és részt vett a később elhíresült Szituacionista Internacionálé körében. Ez a főként képzőművészekből álló csoport nem csak a művészetben, hanem a szélesebb szociális mezőben is nagy hatásúnak bizonyult. Az 1968-as diákmozgalmak egyik legfőbb erjesztőjévé vált. Körükből ered nem egy korabeli párizsi jelszó, így a „Képzeletet a hatalomra!” követelése is. Kotányinak egyébként is más elképzelései voltak a hatalom szelleméről, ill. a szellem hatalmáról, aminek hangot is adott. Ezért aztán, a korabeli intellektuális Párizs sztálinista szóhasználata szerint, afféle „vallásos elhajlónak” lett minősítve.

## Düsseldorf
1964-ben Szabó Lajos után ment Düsseldorfba, a Kunstakademie tanáraként Anti-építészet címmel tartott szemináriumokat és egy tervezőirodában dolgozott. Tanítói ténykedése – Hannes Böhringer tanúsága szerint – eredményes volt. Ebben az a ritka képessége játszott közre, mely a tradíciók eleven képviseletét a mindenkori új iránti éber figyelemmel tudja társítani. Az előbbire Szabó Lajos sajátos biblicizmusa vezette, mely a dialogikus gondolkodókhoz, Martin Buberhez, Franz Rosenzweighez és – a közelmúltban magyarul is megjelent – Ferdinand Ebnerhez hasonlóan az Én-Te-Szó alaprealitásából indult ki. A tradíció és a mindenkori modern találkozásának lehetőségfeltételét talán nem is lehet annál tömörebben leírni, mint ahogy ezt Szabó Lajos az egyházról mondott szavaival megfogalmazta: „az alkotók időfeletti szivárványszövetsége a kinyilatkoztatás fényében”.

## 1989 után
1989 után visszatért Budapestre, összebarátkozott egész sor fiatal művésszel, esztétával, kritikussal, utolsó éveiben többször tartott előadásokat a Magyar Képzőművészeti Főiskolán és a Pécsi Tudományegyetemen.

## Gondolkodása
A modern szellemi fejlemények, kivált a művészeti absztrakció irányába Kotányi Attila antennái még a 40-es években, az Európai Iskola közelségében élesedtek ki, és attól kezdve töretlen intenzitással működtek. Az utóbbi évtizedek egyik művészeti centrumában élt – kollégái közt volt pl. Joseph Beuys és Nam June Paik –, s mivel közvetlen tapasztalata volt a szellemi szcénákról, részt vett vitáiban, ezért nem is táplált illúziókat a milyenségük felől.
Kotányi – saját meghatározása szerint – zenbuddhizmust és (anonim) alkohológiát tanított. (Utóbbira nem saját szenvedélye, hanem családi okok késztették.) A buddhizmus elevenítő erejét még pop-buddhizmussá (Umberto Eco) válása előtt, nagy európai közvetítői – Heinrich Dumoulin, Hugo Enomiya-Lassalle – révén fedezte fel a maga számára. 1988-ban a Hamvas Béla titkárral, Darabos Pállal előadást tartott a Cseresorozat Nemzetközi Filozofikussági Művészetelőreiskolán, majd továbbra is Budapesten, a sabbatról tartott előadás-sorozatában a távol-keleti tanítások és tanulságok tették hallgatói számára is beláthatóvá a feledésbe veszett zsidó és keresztény hagyományokat.

## Beszélgetések
- "Követendő életstratégiának egy éberen kutató életformát tartok" – Beszélgetés Kotányi Attilával Lettre Internationle 85 (2012 nyár)

## Önálló kötete
- Éberen kutató élet szerk. Tillman J. A., Prae, Budapest, 2025

## Bibliográfia
- Kotányi Attila: Szabó Lajos képíró dialektikája (Megszelídíthető-e a dialektika, vagy legalább leszoktatható-e a táncról?) Életünk, 1989/9-10, 922-942.

- Kotányi Attila: Logik des Glaubens, Neue Pester Lloyd 18. 01. 1995

- Kotányi Attila: A kép újjászületése a genetika korában, Balkon 1995/3. 22.

- Kotányi Attila: Az írott ikon mint katalizátor (Szabó Lajos zen projekciói) Balkon 1996/10-11. melléklete 13-15.

- Kotányi Attila: Das geschriebene Ikonenbild als Katalysator (Die Zen-Projektionen von Lajos Szabó) Balkon 1996/10-11. Beilage 14-17.

- Kotányi Attila: Van-e médiumkritika, amely nem öngyilkos? – BULDÓZER. Médiaelméleti antológia (szerk. Ivacs Á. – Sugár J.) Media Research, Budapest, 1997 – Korunk 2000/4

- Kotányi Attila: Visszacsatolás. Hozzánk, hang-adókhoz hasonlóan a többieknek miért nem sikerül ráakadniuk a szerencsés útra? Kalligram (Bratislava)1998/8

- Kotányi Attila: Az írott ikon: emlékeztető eredeti természetünkre, in: ,Eikon’, Ernst Museum, Budapest, 1997

- Szabó Lajos szemináriumi előadásai 1946–1950, kiad. Kotányi Attila, Kunszt György, Typotex, Budapest, 1997

- Kotányi Attila: Szabó Lajos, vagy a tanult tökéletlenség, in: Tény és titok – összegyűjtött írások és előadások (szerk.: Kotányi Attila-Kunszt György-Kőszegi Lajos), Pannon Panteon, Medium Kiadó, Veszprém, 1999